# گربه (فیلم ۱۹۹۲)
«گربه» (انگلیسی: The Cat (1992 film)) فیلمی در ژانر اکشن، ترسناک، و علمی–تخیلی است که در سال ۱۹۹۲ منتشر شد.